# Time Is on My Side
"Time Is on My Side" er en sang skrevet af Jerry Ragovoy (under pseudonymet Norman Meade). Den blev først indspillet af jazz-trombonisten Kai Winding og hans orkester i 1963. Den blev også indspillet af både soul-sangeren Irma Thomas i 1963 og af rock-bandet The Rolling Stones i 1964.

## Historie
Ragovoy skrev originalt denne sang efter Winding havde udtryk en interesse, og var kommet på nogle ord men kunne ikke komme videre end ”time is on my side”. Produceret af Creed Taylor, og lydtekniker Phil Ramone. Sangen har kor der består af The Enchanters (Cissy Houston, Dionne Warwick og Dee Dee Warwick), og blev udgivet fra pladeselskabet Verve Records i oktober 1963.
Tidligt i 1964 indspillede Irma Thomas et gospel inspireret cover af sangen som b-side til hendes single "Anyone Who Knows What Love Is (Will Understand)", udgivet fra pladeselskabet Imperial Records. Sangskriver Jimmy Norman blev hyret af arrangøren H. B. Barnum for at lave nogle flere vers til sangen, og han formåede at blive færdig før Thomas kom studiet for at indspillede den . Produceret af Allen Toussaint blev Thomas version af "Time Is on My Side" også titlen på hendes opsamlingsalbum fra 1996 Time Is on My Side.

## The Rolling Stones' version
The Rolling Stones indspillede en cover af sangen til deres anden amerikanske album 12 X 5, og en anden version kom på deres andet engelske album The Rolling Stones No. 2, men sangen blev kun single i USA. Andrew Loog Oldham producerede denne version, der blev udgivet den 26. september 1964 (en måned efter Thomas havde udgivet sin cover), og blev nummer 6 på den amerikanske Billboard Pop Singles Chart og dermed The Stones første top 10 i USA (deres seneste single, "Tell Me", havde ikke nået højere end til top 40). Da de spillede "Time Is on My Side" under deres første gæsteoptræden på The Ed Sullivan Show, blev Ed Sullivan chokeret over deres optræden og lovede at de aldrig ville blive inviteret til showet igen, men han inviterede dem dog senere adskillige gange til showet . 
En live version af sangen findes på live album fra 1982, Still Life, der fik en 62. plads på UK singles chart, da den blev udgivet den 13. september 1982.

### Fodnote
1. ↑  "Welcome to Jimmy Norman". Arkiveret fra originalen 29. september 2007. Hentet 2. december 2007.
2. ↑  Time Is On My Side by The Rolling Stones Songfacts